# إقليم شينيانغا
إقليم شينيانغا (بالإنجليزية: Shinyanga Region) هو أقليم في تنزانيا، بلغ عدد سكانه 1,534,808 نسمة وذلك حسب إحصائيات سنة 2012، عاصمته شينيانغا ‏، تبلغ مساحته 18,901.0 كيلومتر مربع.

## جغرافيا
يقع إقيلم شينيانجا على بعد 20 إلى 160 كيلومترًا جنوب بحيرة فيكتوريا. كما يقع الإقليم بين خطي عرض 2 و 3 درجات جنوبا وخط طول 31 و 35 شرقا. تقع حديقة كيجوسي الوطنية على الحدود الغربية مع منطقة جيتا. تتبع المناطق الغربية والجنوبية البحيرات وتدفقات الأنهار الرملية.

## لم تكن الجالية العربية تجار رقيق هذا كذب هم ٣ تجار فقط من الجالية العربية  ومذكورين بالاسم الى الان ..
شعب السوكوما هم المجموعة العرقية المهيمنة. تشمل المنطقة المجموعات العرقية الأخرى النيامويزي والسومبوا، الذين يتمركزون بشكل أساسي في مناطق مقاطعة كاهاما الغربية. في منطقة شينيانغا الشرقية توجد أيضًا تجمعات كبيرة من المهاجرين من الوانيرامبا والواتاتورو والوهازابي من سينغيدا المجاورة. غالبية السكان في المنطقة هم من البانتو، الذين استقروا في منطقة شينيانغا خلال العصر الحديدي. يستثمر مجتمع السوكوما المهيمن في قطاعي الزراعة والثروة الحيوانية في الاقتصاد الإقليمي. توجد جالية عربية كبيرة تتحدث السواحلية استقرت في المنطقة في القرن التاسع عشر، ومعظمهم من نسل تجار الرقيق. وهم أكبر جالية غير أصلية في المنطقة.

### التركيبة السكانية
في عام 2016، أفاد المكتب الوطني للإحصاء في تنزانيا أن عدد سكان المنطقة بلغ 1,666,554 نسمة، مقارنة بـ 1,534,808 نسمة في عام 2012. وفي الفترة من 2002 إلى 2012، كان متوسط معدل النمو السكاني السنوي في المنطقة 2.1 في المائة، وهو المعدل العشرين الأعلى في البلاد.